# Kati Patang
Pour plus de détails, voir Fiche technique et Distribution.
Kati Patang est un film indien, sorti en 1970.

## Fiche technique
- Titre français : Kati Patang
- Réalisation : Shakti Samanta
- Scénario : Gulshan Nanda et Vrajendra Gaur
- Musique : Rahul Dev Burman
- Pays d'origine : Inde
- Format : Couleurs - Mono
- Genre : Drame, romance, film musical
- Durée : 167 minutes
- Date de sortie : 1970

## Distribution
- Rajesh Khanna : Kamal Sinha
- Asha Parekh : Madhavi 'Madhu' / Poonam
- Prem Chopra : Kailash
- Bindu : Shabnam 'Shaboo'
- Honey Irani : Manorama 'Munni'
- Satyendra Kapoor : Dr. Kashinath